# Șomcuta Mare
Șomcuta Mare là một thị trấn thuộc hạt Maramureș, România. Dân số thời điểm năm 2002 là 7715 người.